# Les Méduses
Pour les articles homonymes, voir Jellyfish.
Pour plus de détails, voir Fiche technique et Distribution.
Les Méduses (מדוזות, Meduzot) est un film choral franco israélien réalisé par Etgar Keret et Shira Geffen, sorti en 2007.

## Fiche technique
- Titre français : Les Méduses
- Titre original : Meduzot
- Titre international : Jellyfish
- Réalisation : Etgar Keret et Shira Geffen
- Scénario : Shira Geffen
- Photographie : Antoine Héberlé
- Musique : Christopher Bowen (en), Grégoire Hetzel
- Décor : Avi Fahima
- Costume : Li Alembik
- Son : Olivier Dô Hùu
- Montage son : Gil Toren
- Casting : Esther Kling
- Assistant-réalisateur : Paolo Trotta
- Montage : François Gédigier, Sacha Franklin
- Producteurs : Yaël Fogiel, Amir Harel, Ayelet Kit
- Sociétés de production : Lama Productions Ltd., Les Films du Poisson, Arte France Cinéma, Canal+, TPS Star
- Société de distribution : Pyramide Distribution (France)
- Durée : 78 minutes
- Sortie : 28 juin 2007
- Pays d'origine :  Israël,  France
- Langue : hébreu, anglais, tagalog, allemand

## Distribution
- Sarah Adler : Batia
- Noa Raban : Keren
- Gera Sandler : Michael
- Assi Dayan : Eldad
- Miri Fabian : Nili
- Etgar Keret : le Directeur
- Tzahi Grad : homme au journal intime
- Dror Keren : chauffeur de taxi
- Liron Vaisman : Shiri
- Rivka Neumann (he) : la secrétaire
- Amos Shoov : Eyal
- Zaharira Harifai : Malka
- Yali Sobol : Amir
- Shosha Goren (he) : Tikva
- Shalom Shmuelov : Menachem
- Naama Nisim : Neomi
- Yitzhak Hizkiya : Eytan
- Tsipor Aizen : Tamar
- Bruria Albek : Relly
- Amir Harel : Docteur/ médecin
- Ilanit Ben Yaakov : Galia
- Nicole Leidman : Fille
- Noa Knoller : Keren
- Ma-nenita De Latorre : Actrice
- Tami Harel : Acteur

## Distinctions
- Festival de Cannes 2007 : Caméra d'or[1]